# Unió Progressista dels Nordistes
La Unió Progressista dels Nordistes (Northern Elements Progressive Union NEPU) fou el primer partit polític de Nigèria Del nord. Fou fundat a Kano el 8 d'agost de 1950, com a continuació d'una associació política preexistent. Va esdevenir el partit d'oposició principal a Nigèria del Nord després que la regió va aconseguir l'autogovern el 1954. En la Primera República va mantenir una aliança estable el Consell Nacional de Nigèria i els Cameruns (NCNC) contra el Congrés dels Pobles del Nord (NPC), que dominava el govern federal.
La seva bandera era blava, groga i verda horitzontal, amb un estel groc de cinc puntes prop del vol a la franja verda (inferior)

## Història
A finals dels anys 1940 es va celebrar una conferència constitucional (per l'anomenada Constitució de Richards) que va esperonar una crisi en la llavors existent Associació Socio-Cultural de Nigèria del Nord antecedent del NPC. Els conservadors volien protegir les tradicions del Nord i eren reticents a qualsevol transformació en la seva dinàmica sociocultural, mentre l'esquerra, dirigida per Sa'adu Zungur preconitzava una forma de modernització radical que anomenaven Humanisme Democràtic. Això va portar a un conflicte en els cercles esquerrans del Nord, i el 8 d'agost de 1950 van fer una conferència de gent d'esquerra amb el Spikin Movement i els modernistes pro-Zungur a un edifici de Kano, i van emetre la declaració de Sawaba proclamant un front polític que demana una revolució socialista a Nigèria del Nord. Això era va esdevenir el manifest del NEPU. Una traducció anglesa feta per Aminu Kano de l'original haussa fou publicada pel partit el 1953 i cridava al 'Talakawa' (les masses) a llançar una 'lluita de classe contra la classe governant'.
Després va seguir una lluita dins del partit entre Abba Maikwaru i Malam Aminu Kano (llavors un mestre d'escola). Un canvi de suport del Spikin Movement en la Convenció de Lafiya de 1953 va resultar en una victòria per Aminu Kano des d'aleshores el líder del partit fins al 1964, quan els mateixos radicals que li van donar suport es va girar en contra li i van crear una estructura paral·lela que van anomenar l'Organització de la Llibertat dels Nordistes.